# Tarso Voon
Tarso Voon je 3100 metrů vysoký stratovulkán na severu Čadu. Hora se tyčí v západní části pohoří Tibesti.
Vrchol hory tvoří plochá kaldera o rozměrech 14 x 18 km. Rozsáhlé výlevy bazaltu se nachází v její severovýchodu části, tvoří 180stupňový oblouk a jsou výsledkem vysoké aktivity stratovulkánu v kvartéru. V severozápadním směru se poblíž zvedá Ehi Mosgau, stratovulkán se stejnou výškou, 3100 metrů. Depozity z pyroklastických oblaků se prostírají do vzdálenosti 15 až 35 km od kaldery. Hora leží na prekambrijských svorech.
Vulkanické pole Soborom Solfataric, přibližně 5 km západně od okraje vrcholu, je v pohoří Tibesti největší. Aktivní fumaroly, bahenní sopky a horké prameny navštěvují obyvatelé pohoří Tibesti pro lékařské účely.